# Narayanganj
Narayanganj (en bengalí: নারায়ণগঞ্জ) es una ciudad de Bangladés. Está ubicada en Narayanganj, cerca de la capital de Daca y tiene una población de 220,000. La ciudad está en la orilla del río Shitalakshya. El puerto fluvial de Narayanganj es uno de los más antiguos de Bangladés. También es el centro de negocios e industria, especialmente del comercio de yute y plantas procesadas, y el sector textil del país. Es apodado el  Dundee de Bangladés debido a la presencia de sus fábricas de yute. 
Según el Censo Digital y el Censo de Casas-2022, Narayanganj es la 8ª metrópolis más grande del país en superficie y la 5ª en población.
La máxima profundidad del río es de 21 metros y la profundidad media es de 10 metros.

## Historia

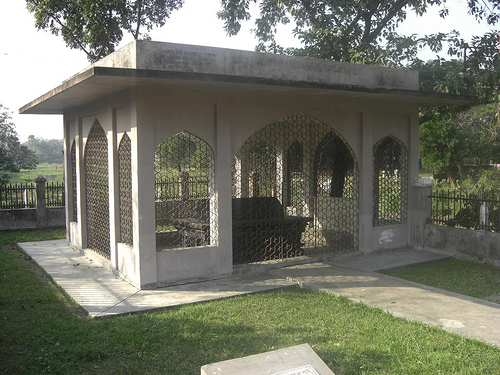
Tumba de Ghiyasuddin Azam Shah, Narayanganj, Bangladés.

El nombre de la ciudad hace referencia a Bicon Lal Pandey, un líder religioso hindú que también era conocido como Benur Thakur o Lakhsmi Narayan Thakur. Alquiló el área de la Compañía Británica de las Indias Orientales en 1766 después de la Batalla de Plassey. 
Se construyó una oficina de correos en 1866, y el servicio del telégrafo comenzó a operar en 1877. El Banco de Bengala introdujo el primer servicio de telefónica en 1882. 
El Municipio de Narayanganj se constituyó el 8 de septiembre de 1876. El primer hospital del área fue construido en 1885.